# Al-Salt SC
Al-Salt SC (en árabe: نادي السلط الرياضي‎) es un equipo de fútbol de Jordania que juega en la Liga Premier de Jordania, la primera división nacional.

## Historia
Fue fundado en el año 1965 en la ciudad de Al-Salt como equipo aficionado.
En la temporada 2017/18 logran el ascenso a la primera división por primera vez. En su primera participación en la primera división, Al-Salt terminó en quinto lugar en la temporada 2018-19, y en la temporada 2020 termina en cuarto lugar, obteniendo la clasificación a la Copa AFC 2021, su primera aparición en un torneo internacional.

## Palmarés
- División 1 de Jordania (1): 2017/18[2]